# Grézet-Cavagnan
Grézet-Cavagnan (okzitanisch: Lo Gresèth e Cavanhan) ist eine französische Gemeinde mit 403 Einwohnern (Stand: 1. Januar 2022) im Département Lot-et-Garonne in der Region Nouvelle-Aquitaine (vor 2016: Aquitanien). Die Gemeinde gehört zum Arrondissement Marmande und zum Kanton Les Forêts de Gascogne. Die Einwohner werden Grézetois genannt.

## Geografie
Grézet-Cavagnan liegt etwa 13 Kilometer südsüdwestlich von Marmande. Nachbargemeinden von Grézet-Cavagnan sind Bouglon im Norden und Nordwesten, Sainte-Marthe im Norden und Nordosten, Sainte-Gemme-Martaillac im Osten, Labastide-Castel-Amouroux im Süden, Poussignac im Südwesten sowie Argenton im Westen.

## Bevölkerungsentwicklung
| Jahr                       | 1962 | 1968 | 1975 | 1982 | 1990 | 1999 | 2006 | 2018 |
| Einwohner                  | 390  | 344  | 314  | 294  | 296  | 256  | 329  | 389  |
| Quellen: Cassini und INSEE |      |      |      |      |      |      |      |      |

## Sehenswürdigkeiten
- Kirche Saint-Caprais in Grézet aus dem 15. Jahrhundert
- Kirche Saint-Hilaire in Cavagnan aus dem 12. Jahrhundert
- Schloss Malvirade, ursprünglich aus dem 12. Jahrhundert, heutiger Bau teilweise aus dem 17. Jahrhundert, Monument historique

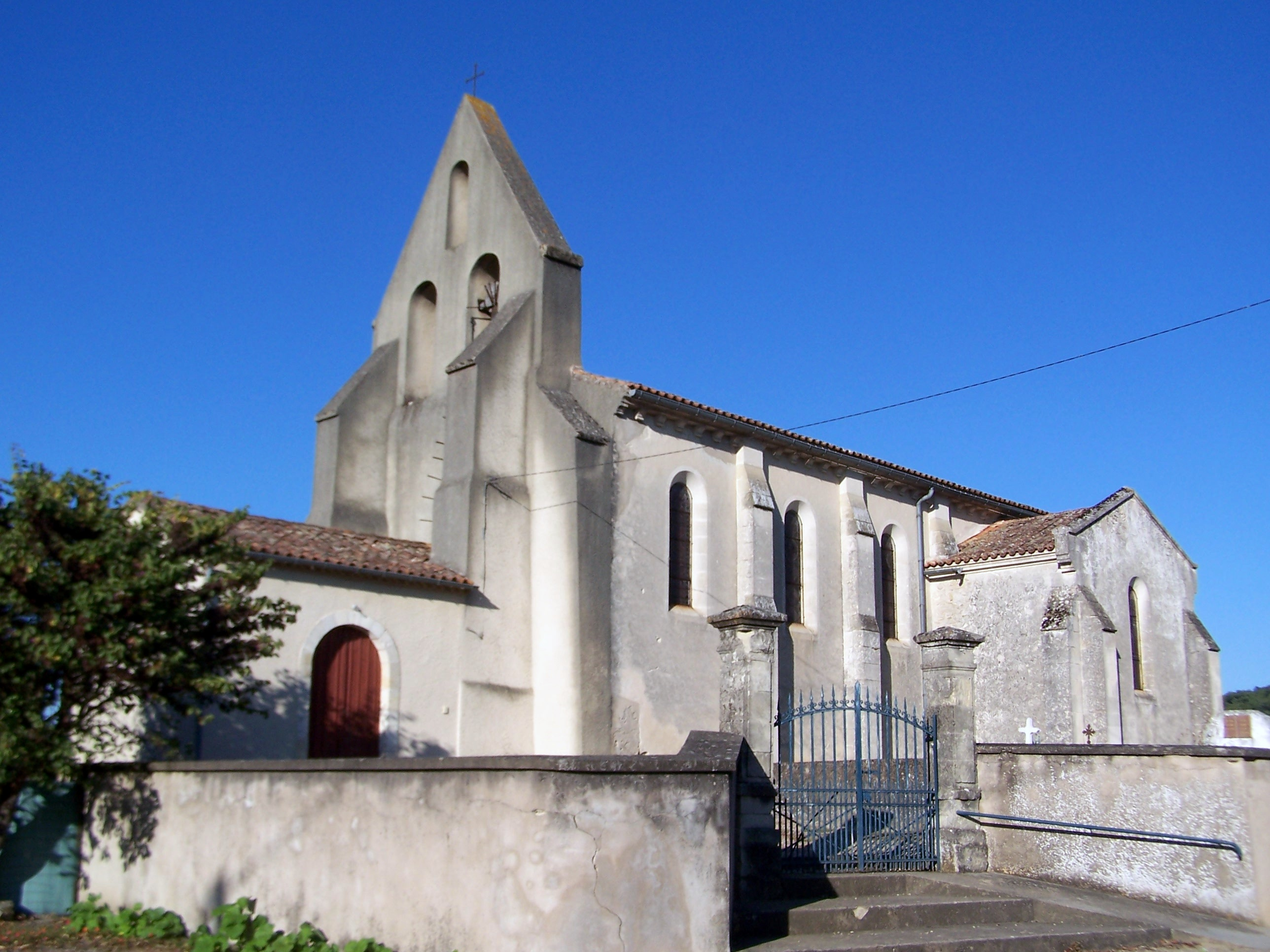
Kirche Saint-Caprais
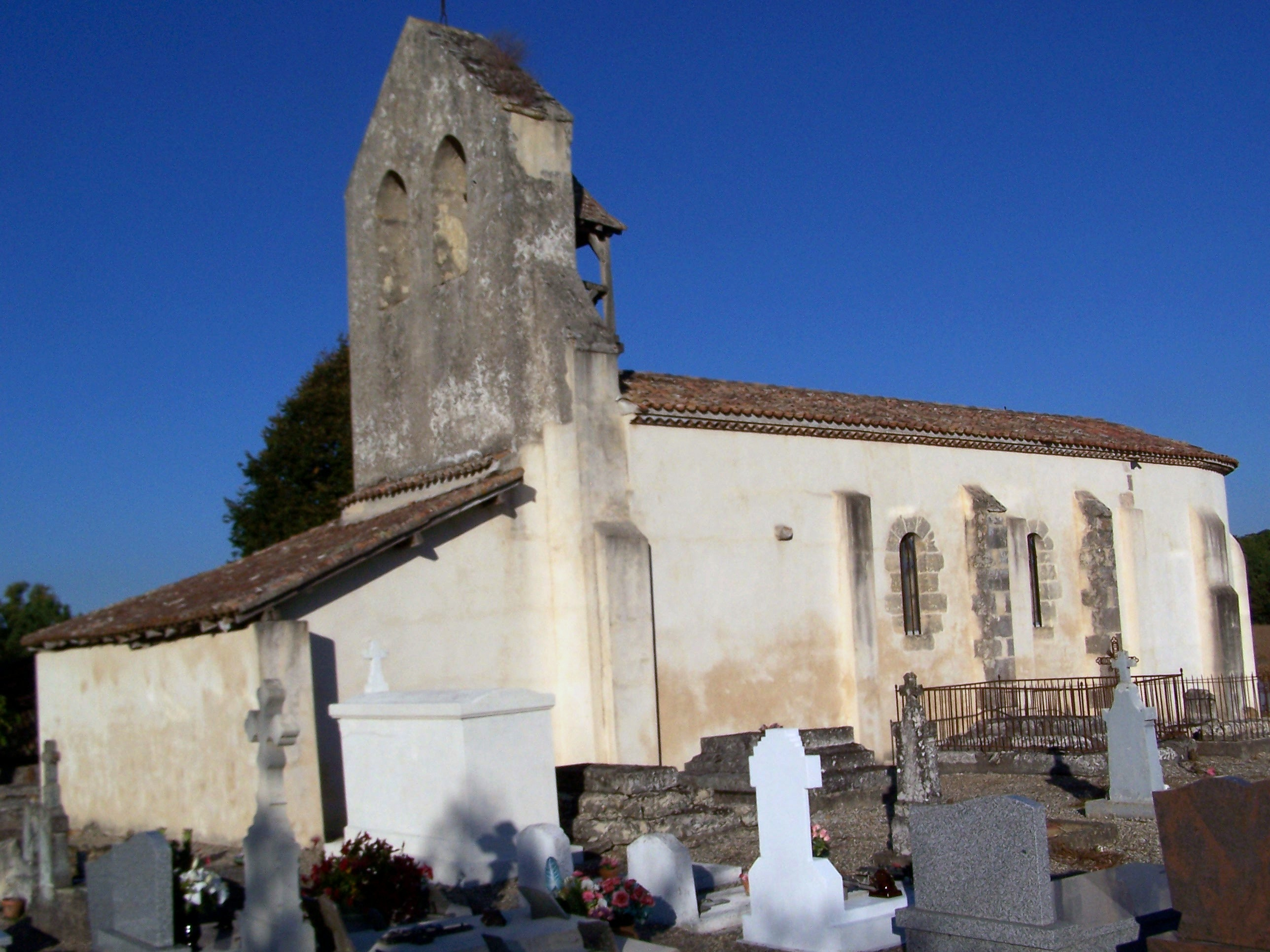
Kirche Saint-Hilaire
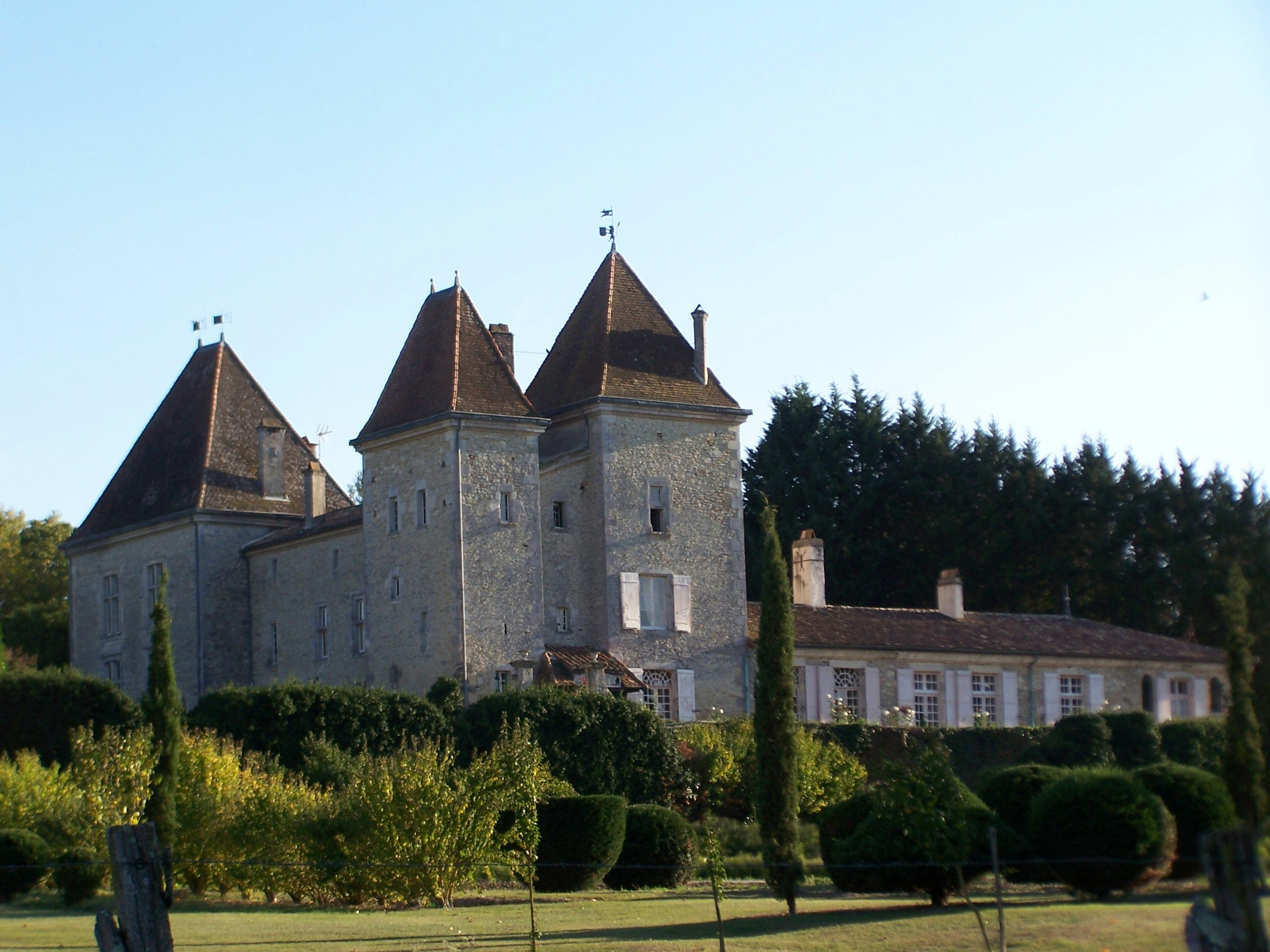
Schloss Malvirade